# Aleksandar Mašin

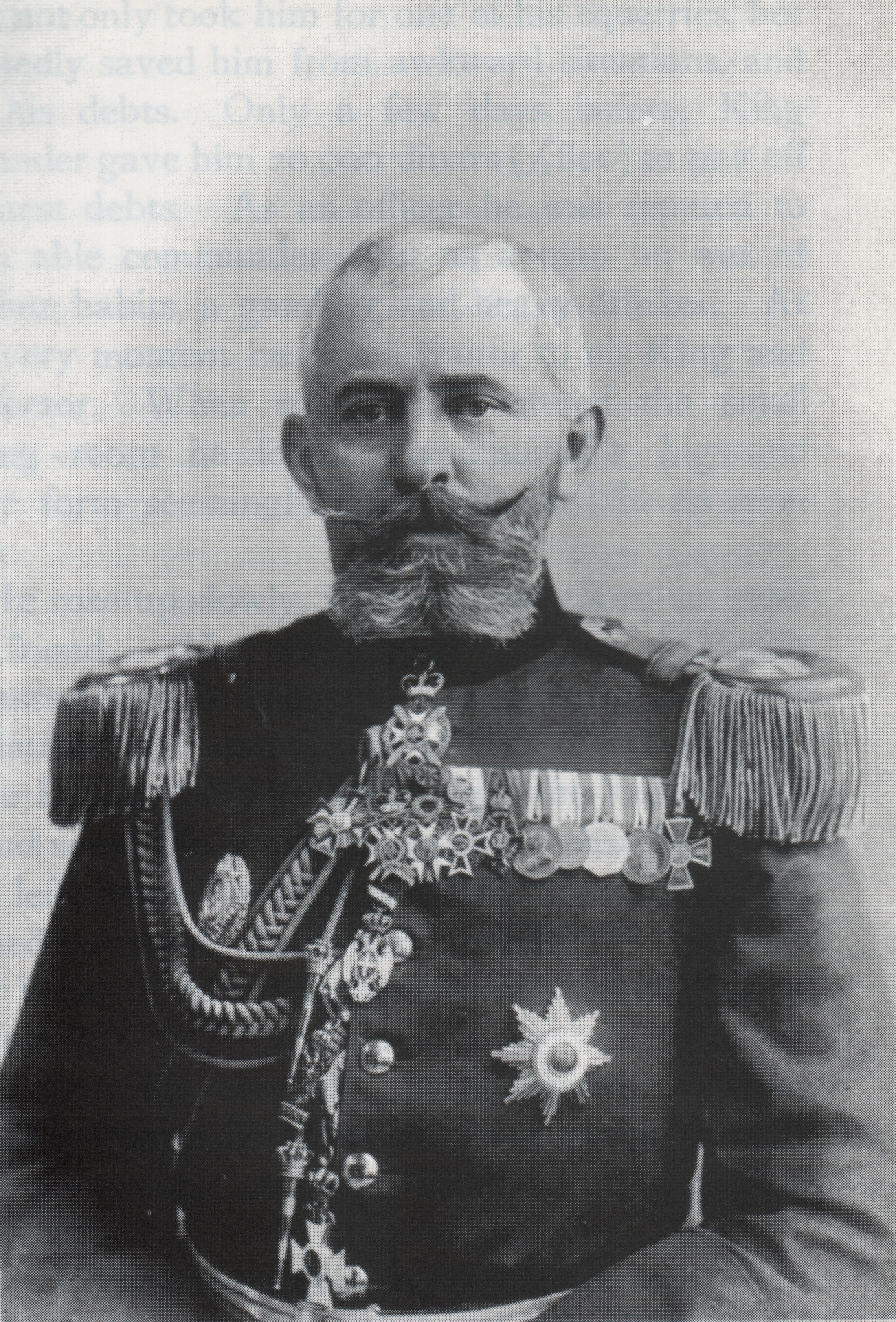
Aleksandar Mašin, uno de los más destacados conspiradores militares del golpe de Estado contra Alejandro I de Serbia en junio de 1903 en el que la pareja real fue asesinada en su palacio.

Aleksandar Mašin (1857–1910), militar del Ejército serbio, uno de los cabecillas militares del golpe de Estado de junio de 1903 en Serbia.

## Comienzos
Aleksandar era hijo de inmigrantes checos que se habían asentado en Serbia durante el reinado del príncipe Alejandro Karađorđević. Su padre era un hábil médico que trabajó en la corte del príncipe y mantuvo siempre lealtad a la dinastía Karađorđević. A pesar de ello y gracias a su inteligencia, Aleksandar recibió la protección, ya como joven oficial, del rey Milan I de Serbia, de la dinastía rival de los Obrenović. Se convirtió en edecán del monarca.
Gracias al favor de Milan su hijo el rey Alejandro I de Serbia lo envió como representante plenipotenciario a Montenegro. En 1899 participó como experto militar en la delegación serbia enviada a la conferencia de paz de La Haya.
Aleksandar era hermano de Svetozar Mašin, primer marido de Draga Mašin, posteriormente reina de Serbia por su matrimonio con el rey Alejandro. Las relaciones de Aleksandar con su cuñada, siempre malas, se deterioraron aún más tras su matrimonio con el soberano, pasando Aleksandar, entonces teniente coronel, a la reserva.
Los confabulados contra los soberanos le eligieron como jefe del asalto contra el palacio real. Presidió la reunión que decidió el asalto al palacio el 25 de mayojul./ 7 de junio de 1903greg..

## Participación en el golpe de Estado de junio de 1903
La noche del 28 de mayojul./ 10 de junio de 1903greg. según los planes trazados finalmente dos días antes por los conspiradores, Aleksandar pasó la tarde en el club de oficiales en Belgrado. Cerca de la medianoche, tras ponerse su uniforme militar, se dirigió al cuartel del VII regimiento donde tomó el mando y se dirigió con él al palacio real. El regimiento rodeó el palacio y esperó la llegada de otro regimiento dirigido por otro oficial confabulado.

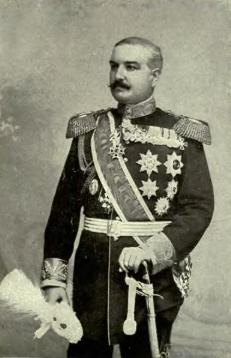
Lazar Petrović, edecán de Alejandro I, que trató de defenderle y murió en el ataque al palacio real.

Mašin esperó fuera del palacio la búsqueda infructuosa de los monarcas en el palacio antiguo, e impidió que la estratagema del edecán del rey Lazar Petrović de intentar desviar la atención de los atacantes al Palacio Nuevo una vez que no habían encontrado a los reyes en el antiguo tuviese éxito. Participó en el segundo registro del palacio que llevó al descubrimiento de los soberanos escondidos en una cámara secreta anexa a su dormitorio.
A las cuatro de la mañana encabezó al grupo de oficiales que recibió al representante ruso, que solicitó la retirada de los cadáveres de los soberanos del jardín del palacio.
Suya fue la orden de asesinar a los dos hermanos varones de la reina Draga. Ambos fueron fusilados en el cuartel de su división. También ordenó asesinar al ministro de Interior, Velya Todorović, que logró sobrevivir, dado por muerto. Durante el intervalo entre la primera búsqueda de los reyes y la segunda, ordenó la captura de los miembros del gobierno, para impedir el socorro de los monarcas y asegurar el éxito del golpe.

## Carrera tras el golpe
Inmediatamente después del golpe fue uno de los conspiradores que pasó a formar parte del nuevo gobierno provisional, como ministro de Obras Públicas. Se opuso a la proclamación de una república, que defendían algunos sectores.
Entre 1905 y 1906 fue brevemente comandante del Estado Mayor serbio.  Fue uno de los 6 principales conspiradores que los británicos exigieron que perdiesen sus empleos públicos para restablecer las relaciones diplomáticas britano-serbias. En mayo de 1906 el gobierno serbio se mostró dispuesto a cumplir con las exigencias británicas y Mašin, entre otros militares, pasó al retiro, lo que permitió la reanudación de las relaciones diplomáticas entre serbia y Gran Bretaña en el tercer aniversario del golpe de Estado (11 de junio de 1906).